# Głos Lubelski
Głos Lubelski – pismo codzienne wydawane w Lublinie, politycznie związane z endecją.

## Geneza i początki tytułu
Działacze narodowo-demokratyczni w Lublinie na przełomie XIX i XX w. współpracowali z takimi tytułami, jak Gazeta Lubelska, Goniec Lubelski, czy Ziemia Lubelska. Odejście wydawcy ostatniego pisma – Romana Śliwickiego od ruchu narodowego spowodowało konieczność wydawania nowego pisma. Na początku 1913 zgodę na to wydał gubernator lubelski. Pismo początkowo było wydawane jako tygodnik, natomiast już pod koniec tego samego roku tytuł został przekształcony w dziennik. Pierwszym redaktorem był doktor Władysław Rogowski, zaś dwa miesiące później zastąpił go Wacław Kryński. Pismo było własnością Ligi Narodowej. Pomimo tego, że endecja prezentowała orientację prorosyjską, to niejednokrotnie tytuł był karany grzywną za obronę polskiego interesu narodowego.

## Okres Wielkiej Wojny
Wybuch konfliktu spowodował problemy wydawnicze pisma. Było to spowodowane reglamentacją papieru i farby z jednej strony, z drugiej zaś popieraniem Rosji w wojnie, co nie było dobrze widziane w Lublinie, gdzie były silne środowiska aktywistów. Liczba prenumeratorów spadła, bardzo często kupowano pismo, by je ostentacyjnie niszczyć. W 1915, przed wkroczeniem wojsk autro-węgierskich, miasto opuścili członkowie redakcji dziennika. Tylko dzięki determinacji Ryszarda Wojdalińskiego, młodego członka Ligi Narodowej, pismo wychodziło nadal. Redaktor przyjął umiarkowaną linię polityczną „Głosu Lubelskiego”, w związku z tym niebawem na tym stanowisku zastąpił go Józef Guzowski. Jednak krytyka idei legionowej, a w konsekwencji zdemolowanie lokalu pisma przez piłsudczyków spowodowały, że do swojej funkcji powrócił poprzedni redaktor. Jako sprawny organizator, w sprzyjających okolicznościach międzynarodowych (zwycięstwa aliantów nad państwami centralnymi) wyprowadził tytuł z kryzysu. Z czasem coraz śmielej na jego łamach broniono polskiego interesu narodowego.

## II Rzeczpospolita
W niepodległej Polsce gazeta stała się najpopularniejszym dziennikiem w Lublinie. Po odejściu dotychczasowego redaktora (Wojdaliński został posłem) zastąpił go w 1919 Stanisław Sasorski. Pismo ostro krytykowało Józefa Piłsudskiego, za co bywało nawet czasowo zawieszane. Na początku l. 20. dochodziło do licznych zmian na funkcji redaktora naczelnego. W 1922 pismo zostało formalne powiązane ze Związkiem Ludowo-Narodowym. Lokal redakcji był wielokrotnie obiektem włamań, ataków, miejscem, do którego wysyłano listy z pogróżkami. Mimo wszystko pierwsza połowa l. 20. była dla dziennika pomyślna.
Przeprowadzony w 1926 przewrót majowy negatywnie wpłynął na kondycję tytułu. Pismo dotykały szykany cenzorskie i konfiskaty. To sprawiło, że stonowano jego linię polityczną. Najgorszy pod względem finansowym był okres wielkiego kryzysu. Jedynie dzięki subwencjom Stronnictwa Narodowego i reklamom zamawianym przez ziemian z regionu lubelskiego pismo utrzymało się na rynku. Problemy finansowe jednak pogłębiały się, zaś w gronie redakcji ujawniły się wewnętrzne konflikty.
Żywot pisma został zakończony w wyniku wybuchu II wojny światowej. Ostatni numer ukazał się 17 września 1939. Za zgodą władz okupacyjnych wyszło w październiku tego roku jeszcze kilka numerów, ale pismo ostatecznie zostało zamknięte.